# 宽苞水柏枝
宽苞水柏枝（学名：Myricaria bracteata），为柽柳科水柏枝属下的一个植物种。